# Eberhard Schrader
Eberhard Schrader (født 7. januar 1836, død 4. juli 1908) var en tysk assyriolog.
Schrader blev 1863 professor i teologi i Zürich, 1870 i Giessen, 1873 i Jena og 1875 i Berlin, hvor han gik over til det filosofiske fakultet. Han havde tidlig kastet sig over assyriologien, der dengang ingen dyrkere havde i Tyskland. Schrader var den første professor i assyriologi i Tyskland og den egentlige grundlægger af det assyriologiske studium i dette land.
1872 udgav han to nyttige bøger: Die assyrischen-babylonischen Keilinschriften og Die Keilinschriften und das alte Testament (ny udgave 1883), engelsk oversættelse: The Cuneiform Inscriptions and the Old Testament (1885—89); en tredje meget omarbejdet udgave ved Winckler og Zimmern udkom 1903. 1875 blev Schrader medlem af Videnskabernes Akademi i Berlin. 
Schrader har desuden blandt andet udgivet: Keilinschriften und Geschichtsforschung (1878) for en del rettet imod angreb fra Alfred von Gutschmid, og Zur Frage nach dem Ursprung der babylonischen Kultur (Berlin 1884). Han er tillige grundlægger af den samling oversættelser fra assyrisk til tysk, som er udkommet under titelen Keilschriftliche Bibliothek (1892—1904).